# Günther J. Schmidt
Günther J. Schmidt (* 28. Juli 1918 in Sauerlach, Oberbayern; † 16. Dezember 2009 in München) war ein deutscher Unternehmer und Inhaber des Togal-Werks.

## Leben
Günter J. Schmidt war eins von mehreren Kindern des Kommerzienrats Gerhard Friedrich Schmidt, der das Togal-Werk im Oktober 1914 gegründet hatte. Er begann nach seiner Rückkehr aus der Kriegsgefangenschaft im Jahr 1947 für das Unternehmen zu arbeiten und übernahm es schließlich 1960 von seinem Vater. Im Jahr 2008 geriet es durch Missmanagement zweier Vorstände seit 2001 in Schwierigkeiten. Daraufhin übernahm der Anwalt Karl-Heinz Weiss über seine Beteiligungsgesellschaft KHW 75,1 Prozent der Anteile, Schmidt behielt nur 24,9 Prozent. Hierzu führte er wenige Monate vor seinem Tod einen Rechtsstreit mit dem Anwalt Weiss, der lediglich 600.000 Euro für die bei Schmidt verbliebenen 24,9 Prozent zahlen wollte, und 2,7 Mio. angeblich verdeckte Gewinnausschüttung von Schmidt zurückforderte, während Schmidt 20 Millionen Euro für die 24,9 Prozent verlangte.
1979 gründete er die Günther J. Schmidt-Stiftung in der Schweizer Stadt Lugano, die sich dem Umweltschutz widmet, und bestimmte sie zu seiner Erbin. In den 1980er Jahren schaltete er über sein Unternehmen Togal Anzeigen gegen Tierversuche in Printmedien wie Quick, Gong und Bunte, obwohl er zu dieser Zeit für die weitere Zulassung für das Schmerzmittel Togal Tierversuche durchführen ließ.
Schmidt war mit einer Engländerin verheiratet; die kinderlose Ehe wurde geschieden. Aus einer weiteren Verbindung hatte er einen Sohn. In seinen letzten Lebensjahren lebte er in der Schweiz. Schmidt verstarb Mitte Dezember 2009 im Alter von 91 Jahren während einer Herzoperation. Er wurde im Dezember 2010 auf dem Münchner Westfriedhof bestattet.

## Ehrungen
- Bundesverdienstkreuz am Bande, 2006[8]

## Einzelbelege
1. ↑  Traueranzeigen, trauer.merkur.de, abgerufen am 13. Oktober 2022
2. 1 2 3  Ekkehart Baumgartner: „So, wie es ist, ist es gut“, Welt am Sonntag, 30. Dezember 2001
3. 1 2 3  Nina Bautz: Togal-Boss ein Jahr nicht beigesetzt!. In: tz, Jahrgang 41, Nr. 290, vom 15. Dezember 2010, S. 3 (online)
4. ↑  Karl-Heinz Dix: Togal hat Kopfweh, tz.de, 10. April 2008
5. ↑  Christian Sturm: Marktplatz: Millionenstreit um Pharmakonzern Togal, FOCUS Magazin, Nr. 48/2009
6. ↑  Fondazione Günther J. Schmidt, ch.kompass.com
7. ↑  Arzneimittel: Gefährliches Fossil,  Der Spiegel 18/1986 vom 27. April 1986
8. ↑  Bundesverdienstkreuz am Bande für Günther J. Schmidt. Hohe Auszeichnung für den Unternehmer mit Verantwortungsgefühl. wellness-gesund.info (Memento vom 11. Mai 2012 im Internet Archive)

| Personendaten    | Personendaten         |
| ---------------- | --------------------- |
| NAME             | Schmidt, Günther J.   |
| KURZBESCHREIBUNG | deutscher Unternehmer |
| GEBURTSDATUM     | 28. Juli 1918         |
| GEBURTSORT       | Sauerlach             |
| STERBEDATUM      | 16. Dezember 2009     |
| STERBEORT        | München               |